# لا ردا
لا ردا دهستانی در استان آلباستهٔ اسپانیا است.
در این دهستان ۱۴۸۸۱ نفر زندگی می‌کنند. مساحت این دهستان ۳۹۷٫۹۸ کیلومتر مربع است.